# Pângărați
Pângărați è un comune della Romania di 5 126 abitanti, ubicato nel distretto di Neamț, nella regione storica della Moldavia. 
Il comune è formato dall'unione di 8 villaggi: Oanțu, Pângărați, Pângărăcior, Poiana, Preluca, Stejaru, Pângărați-Castel e Scăricica.